# Philipp Gerstner
Philipp Gerstner (* 11. Juli 1989 in Berlin) ist ein deutscher Schauspieler.

## Leben
Philipp Gerstner sammelte seine ersten schauspielerischen Erfahrungen im Jugendtheaterkurs des carrousel-Theaters (heute Theater an der Parkaue). 2000 hatte er im Stück Die Gladowbande seinen ersten großen Auftritt. Ein Jahr später stand er auf der Bühne des Theaters am Potsdamer Platz. Hier sang und spielte er für das Stella Musical Emil und die Detektive. Mit zwölf Jahren startete Philipp Gerstner seine Fernsehkarriere. In der Serie Schloss Einstein auf dem Kinderkanal spielte er fünf Jahre den Streber Sven Koslowski. Es folgten weitere Auftritte in Filmen, Serien und Werbeclips, so in dem Sat.1-Film Allein unter Schülern, im Tatort, in ZDF-Serien (Notruf Hafenkante, Soko Leipzig) und in ARD-Spielfilmen.  Außerdem moderiert Philipp Gerstner TV-Sendungen und Veranstaltungen. Er betreibt einen eigenen YouTube-Kanal und ist DJ.
Daneben machte Philipp Gerstner nach dem Abitur eine Ausbildung zum Mediengestalter in Bild und Ton beim Rundfunk Berlin-Brandenburg. Für den Sender arbeitet er als Videojournalist und Reporter.

## Filmografie
- 2002–2007: Schloss Einstein
- 2009: Allein unter Schülern
- 2009: Blissestraße (kanadischer Kinofilm)
- 2010: Tatort – Schön ist anders
- 2010: Headliners (Internetserie der Kampagne: "Du hast die macht!")
- 2011: Lindburgs Fall (ARD Fernsehfilm)
- 2012: Notruf Hafenkante – Ein letzter Kuss
- 2012: Soko Leipzig – Leipzig Kloppt
- 2012: Jetzt Jetzt Jetzt (rbb Movie)
- 2014: Greed
- 2015: Lotta & der dicke Brocken
- 2015: Ferien
- 2016: Bullsprit – Plötzlich Tankwart (YouTube – Bullshit TV)
- 2016: Brüder
- 2017: Alles wird Gut
- 2017: Flatliners
- 2019: Nachtschwestern

## Moderationen
- 2010: Knotenpunkt – Die Vier Elemente (rbb)
- 2012: Sound Ground Berlin
- 2013: Knotenpunkt – Das Verbrechen lauert zu Hause (rbb)
- 2013: Stadtgestalten
- 2014: (K)Notenpunkt (rbb)
- 2015: 300 Likes Challenge
- 2016: 400 Likes Challenge
- 2016: Das Marathontagebuch
- 2016: Gaumenkino (Kino Union Berlin)
- 2017: Knotenpunkt – 20 Jahre Mediengestalter (rbb)
- 2017: FineX Award (mdr, rbb, IHK, FAM)
- 2018: Berlin Open Archery

## Theater
- 1998 – 2002: Theaterclub im Theater in der Parkaue
- 2000: Die Gladowbande (Theater am Halleschen Ufer)
- 2001: Emil und die Detektive – das Musical (Theater am Potsdamer Platz)
- 2009: Kindermusical: "Der kleine Prinz"
- 2010: Kindermusical: "Rumpelstilzchen"